# Runeč
Runeč – wieś w Słowenii, w gminie Ormož. 1 stycznia 2018 liczyła 167 mieszkańców.